# リモザーノ
リモザーノ（イタリア語: Limosano）は、イタリア共和国モリーゼ州カンポバッソ県にある、人口約700人の基礎自治体（コムーネ）。

## 地理

### 位置・広がり

#### 隣接コムーネ
隣接するコムーネは以下の通り。
- カストロピニャーノ
- フォッサルト
- ルチート
- モンタガーノ
- ペトレッラ・ティフェルニーナ
- リパリモザーニ
- サンタンジェロ・リモザーノ